# MESSENGER
 For alternative betydninger, se MESSENGER (flertydig). (Se også artikler, som begynder med MESSENGER)
MESSENGER, akronym for MErcury Surface, Space ENvironment, GEochemistry and Ranging (akronymet spiller på at det engelske ord messenger betyder budbringer og at Merkur var gudernes sendebud), var en rumsonde, opsendt af NASA, med det formål at udforske planeten Merkur. Sonden gik i kredsløb om planeten i 2011, hvorfra den studerede overfladen og det svage magnetfelt fra til den 30. april 2015, hvor rumsonden blev styret mod Merkurs overflade, hvor den ved nedslaget dannede et krater.
- Den 3. august 2004 kl.07:15:56 UTC blev rumsonden opsendt med en Delta-II raket fra Cape Canaveral.
- Den 2. august 2005 passerede den Jorden, blev decelereret og sendt mod Venus.
- Den 23. oktober 2006 og d. 4. juni 2007 passerede den Venus.
- Den 14. januar og 6. oktober 2008 samt 29. september 2009 blev Merkur passeret. Tilsammen blev 95 % af Merkurs overflade fotograferet.
- 18. marts 2011 gik sonden som planlagt i kredsløb om planeten.
- April 2015 - efter knap 11 år i Rummet var MESSENGER løbet tør for brændstof, hvorefter rumsonden blev styret mod Merkurs overflade, hvor den ved nedslaget den 30. april[1] formodes at have skabt et ca. 15 meter stort krater i planetens overflade.

Merkurpassagerne decelererede sonden yderligere og gav mulighed for de første nære observationer af planeten siden observationerne fra Mariner 10 i begyndelsen af 1970'erne. Da Mariner 10 fløj forbi Merkur, tog man kun billeder af den ene side (dagsiden). Med MESSENGER fik man et atlas over hele planeten. På terminator på Mariner 10-billederne så man en tredjedel af kæmpekrateret Calorisbassinet. Nedslagskræfterne havde bredt sig i alle retninger væk fra Caloris-nedslaget og stødte sammen antipodalt. På Mariner 10-billederne kan man ane et underligt terræn på terminator, 180° fra Calorisbassinet. Med MESSENGER-billederne, fik man en langt større detailrigdom på billederne.
Måleresultaterne fra de første passager var af stor betydning for planlægningen af hovedobservationsprogrammet, der startede i marts 2011, da rumsonden gik i kredsløb om Merkur. Da sonden faldt ind mod Solen, blev den automatisk accelereret (EPOT blev til EKIN). De seks nære planetpassager nedbragte tilsammen hastigheden, således at MESSENGER's svage bremseraket og Merkurs tyngdekraft kunne anbringe MESSENGER i kredsløb om Merkur.
I sine fire år i kredsløb om Merkur fik sonden taget ca. 277.000 billeder af planetens overflade mod oprindeligt forventer ca. 2.500 billeder. MESSENGER foretog endvidere en række målinger af Merkurs tyngdefelt og magnetfelt. Sonden konstaterede, at der er vand på planetens poler, hvilket vand er dækket af et "mørkt lag", der formentlig består af organisk materiale.

## Afslutning på missionen
Den 21. januar 2015 var raketmotoren tændt i 120 sekunder og hævede MESSENGERs bane med 80 km. Den brugte det sidste brændstof, hvorefter sonden tabte højde for til sidste at styrte ned på Merkur. Nedslaget fandt sted den 30. april 2015. MESSENGER var beskyttet mod den intense solstråling (350 °C) af en solskærm, men merkuroverfladen udsender også varmestråling. Da MESSENGERs højde over Merkur nåede ned på 26 km, blev undersiden af rumsonden varmet op til 185 °C, hvor lodningerne begynder at smelte. Det er endnu uklart, hvor mange instrumenter der svigtede under nedstigningen, men nedstigningen og nedslagskrateret har givet en unik indsigt i Merkur på tæt hold.